# ウォットン駅 (ブリル トラムウェイ)
ウォットン駅（ウォットンえき、Wotton_railway_station）は、イギリスのバッキンガムシャーにあった小さな駅で、1871年にバッキンガム公爵によって建設されました。

## 解説
バッキンガムシャーの公爵の土地とその周辺で貨物を輸送するために設計された私設の馬車路面電車の一部であり、ウォットン駅は公爵の自宅にサービスを提供することを目的としていました。 ワットン・ハウスと近くのワットン・アンダーウッドの村で1872年にこの路線は近くのブリル村まで延長され、旅客用に転換され、蒸気機関車が設置されブリル トラムウェイと改名されました。 1880年代にはこの路線をオックスフォードまで延長することが提案されましたが、代わりに路線の運営はロンドンのメトロポリタン鉄道に引き継がれた。
人気のない地域にありながら、ウォットン駅は比較的よく利用されていた。終点のブリル駅とロンドンへの本線との分岐点であるクイントン・ロード駅を除けば、この路線のどの駅よりも乗客数が多く、この地域の酪農場から大量の牛乳も運ばれていた。1906年、グレート・ウェスタンとグレート・セントラルの共同鉄道（通称「オルタナティブ・ルート」）が開通し、ブリル・トラムウェイをウォットンで横切った。両路線は接続されていなかったが、既存のウォットン駅のすぐ近くに新路線上に駅（ウォットン駅）が建設され、2つの駅は駅長を共有していた。
1933年、この路線をリースしていたメトロポリタン鉄道が公有化され、ロンドン交通のメトロポリタン線となった。ロンドン市内から電車で49マイル（79キロ）の小さな田舎駅であったにもかかわらず、ウォットンはロンドン地下鉄の駅となった。ロンドン旅客運輸委員会の最高責任者であったフランク・ピックは、ロンドン地下鉄網での貨物運行の廃止を目指しており、旧メトロポリタン鉄道のより遠い部分が旅客路線として存続する可能性はないと考えていた。その結果、1935年から1936年にかけてエアズベリー以北の旅客サービスはすべて撤退し、ブリル・トラムウェイの最後の列車は1935年11月30日に運行された。その後、この路線はバッキンガム公爵の子孫に返還されたが、資金も車両もなく、運行することはできなかった。1936年4月2日、ウォットン駅を含むこの路線のインフラストラクチャーはすべて、オークションでスクラップとして売却された。かつてブリル・トラムウェイの鍛冶場があった小さな建物を除き、ウォットンの駅舎はすべて取り壊された。

## ワットン トラムウェイ

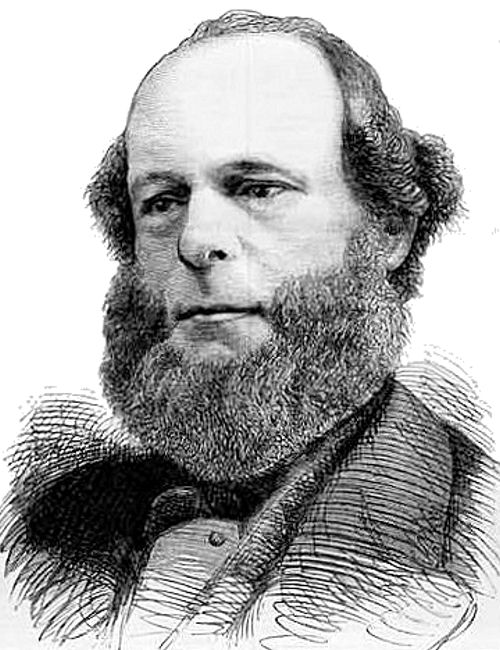
ブリル・トラムウェイの創設者であるバッキンガム公

1868年9月23日、小さなエアズベリー・アンド・バッキンガム鉄道（A&BR）が開通し、グレート・ウェスタン鉄道のエアズベリー駅とロンドン・ノース・ウェスタン鉄道のオックスフォード〜ブレッチリー線をヴェルニー・ジャンクションで結んだ。1894年9月1日、ロンドンのメトロポリタン鉄道（MR）がエールズベリーに到着し、まもなくA&BR線に接続、1894年4月1日からはMRのローカル列車がヴェルニージャンクションまで運行された。1897年1月1日、MRのロンドン終着駅ベーカー・ストリートからのスルー・トレインが運行を開始した。
第3代バッキンガム＆シャンドス公リチャード・プランタジネット・キャンベル・テンプル＝ニュージェント＝ブライドジェス＝シャンドス＝グレンヴィルは、長い間鉄道に関心を持ち、1852年から1861年までロンドン・ノースウェスタン鉄道の会長を務めた。1870年代初頭、彼はバッキンガムシャーに所有する邸宅からクイントン・ロードのA&BR線まで貨物を輸送する軽便鉄道を建設することを決定した。計画された路線は、公爵とその建設に同意したウィンウッド慈善信託が所有する土地を走るものであったため、議会の承認は必要なく、すぐに着工することができた。
ウォットン・トラムウェイとして知られる路線の第一段階は、クイントン・ロードからウォットンを経由してキングスウッドの石炭サイディングに至る4マイル（6.4km）の路線で、1871年4月1日に開通した。この路線は、馬がつまずく危険性を減らすため、縦方向の枕木が敷かれた。

### ブリルへの増築と旅客用への転用
近隣の町ブリルの住民は、公爵にこの路線に旅客サービスを導入するよう働きかけた。その結果、路面電車の終点であったウッド・サイディングを経由して、ウォットンから丘の上の町ブリルの北にあるブリル・ヒルの麓に新しい終点が設けられ、路線の改良と延長が行われた。新しいブリル駅は1872年3月に開業した。必要に応じて運行される貨物列車に加え、1日2本の混合列車が各方面に運行された。公爵は機関車として動くように改造された2台のアヴェリング＆ポーター牽引機関を購入し、それぞれ最高時速8マイル毎時（13キロ）だったが、時速5マイル毎時（8.0キロ）の速度制限が実施された。ブリルへの延伸開業に伴い、この路線はブリル路面電車と呼ばれるようになった。
1889年、バッキンガム公爵が死去し、1894年、彼の遺産管理人は、ブリルからオックスフォードまで路線を延長する目的で、オックスフォード＆エアズベリー・トラムロード・カンパニー（O&ATC）を設立したが、ブリルから先の延長は建設されなかった。この当時、ロンドンからオックスフォードへの鉄道サービスは非常に貧弱であった。非常に迂回路であったにもかかわらず、クイントン・ロードからオックスフォードへの接続路が建設されていれば、オックスフォードとロンドン市内を結ぶ最短ルートとなっていただろう。

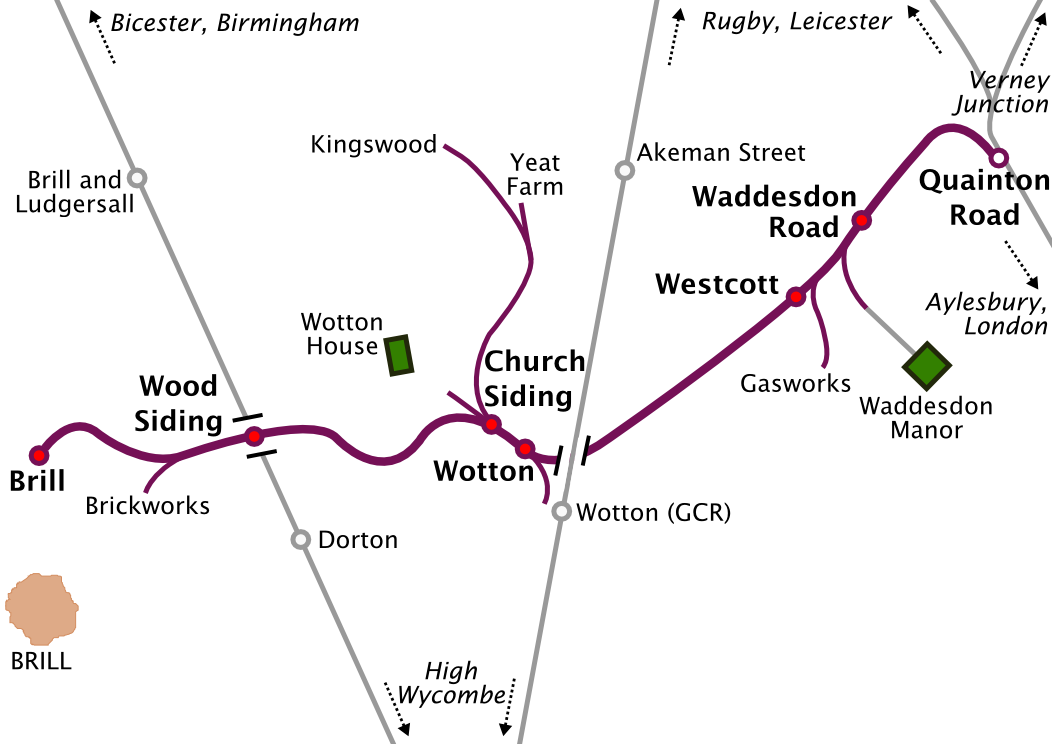
ブリル・トラムウェイシステムの全体像。代替ルートはウォットンでブリル・トラムウェイを横断するが、合流はしない。この図に示されているすべての線路や駅が同時期に開業していたわけではない。

1899年12月1日からメトロポリタン鉄道はブリル・トラムウェイをリースした。 その後、MR（1933年7月からはロンドン地下鉄のメトロポリタン線）はこの路線のすべての運行を担当したが、路線の所有権はO&ATCのものだった。 ブリル・トラムウェイの運行中、トラックと駅はすべてオックスフォード＆エールズベリー・トラムロード・カンパニーの所有だった。 MRには路線を完全に購入する選択肢があったが、それは実現しなかった。
ウォットン駅は開けた田園地帯に位置しており、最寄りの集落ウォットン・アンダーウッドから約1マイル（1.6 km）離れている。 1871年当時のウォットン・アンダーウッドの人口は約220人だった。 この駅は、路線の終点であるブリルと本線の連絡駅であるクエントン・ロード駅との間の中間辺りに位置しており、運行上の参考のために路線の公式的な中間地点とされていた。 路線上に複数の機関車が運行されていた場合、トラムウェイは色分けされた杖を使ったトークン信号システムを運用していた。クエントン・ロードとウォットンの間の区間を走る運転手は青い杖を、ウォットンとブリル（およびキングズウッド側線）の間を走る運転手は赤い杖を携行することが義務付けられていた。 駅は急なカーブの上に位置しており、もしオックスフォードへの延伸が建設されていた場合、より長く速い列車を収容するために駅を移転する必要があったと考えられている。
設置された当初の駅は、高さ6インチ（150 mm）で木製の板で固定された粗末な土手だったが、後に再建された。 駅には短い平らなプラットフォームが設置されており、 25フィート（7.6 m）四方の小さな貨物小屋もあった。 貨物施設の主な利用者は地元の乳牛農場であり、1880年代、メトロポリタン鉄道の運営に移行する前に、ウォットン駅は年間45,000から60,000ガロン（約200,000から270,000リットル、54,000から72,000米ガロン）の牛乳を取り扱っていた。 旅客用の駅舎は、鉄屋根の木造の小屋で、長さ24フィート（7.3 m）、幅10フィート9インチ（3.28 m）で、待合室、予約窓口、男女トイレが含まれていた。 20世紀初期まで、駅のポーターは旅客が必要とする場合のために、足温器用の3ガロンの湯を沸かしておくことが求められていた。 駅の近くには、トラムウェイの従業員用に建てられた2軒の小さなコテージがあった。

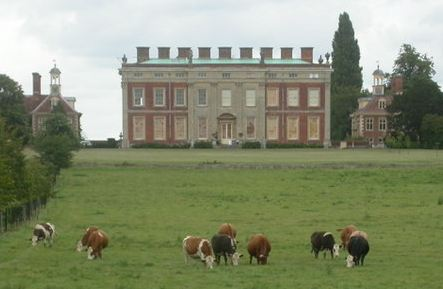
ウォットン駅の西にあるチャーチ・サイディング支線は、バッキンガム公爵の邸宅だったウォットン・ハウスに通じている。

駅のやや西に位置する場所には、チャーチ・サイディングとして知られる、1マイル57チェーン（1マイル1,300ヤード；1.8キロ）の分岐路線があった。この分岐路線は、ワットン・アンダーウッドを経由してキングスウッドという小集落に通じていた。この分岐路線は2つの石炭商人が使用し、正式な業務として旅客を運んだことは一度もなかった。 この路線は機関車での運行ができるように工事されたことはなく、運営されている間は常に馬車によって運行されていた。  （キングスウッドの石炭置き場は不便で洪水に対して脆弱な低地に建設されたため、その位置決めは物議を醸すものとなった。位置決めの際、侯爵と路線の測量士は倉庫の最適な場所について意見が異なり、この問題を解決するために侯爵は帽子を空中に投げ、帽子が着地した場所に石炭置き場が建設されることとなった。） キングスウッドへの分岐路線は1915年頃に廃止されたが、ブリルトラムウェイとバッキンガム公爵の邸宅であるワットン・ハウスの間を結ぶ短い支線は、 路線が閉鎖されるまで時折貨物の輸送に使用され続けた。
1906年4月2日、一般に「オルタナティブ・ルート」として知られるグレート・ウェスタン・アンド・グレート・セントラル・ジョイント・鉄道が乗客向けに開通した。 この新しい路線はチルターン本線のアシェンドン連絡駅と、クエイントンロードの北西にわずかに位置するグレート・セントラル鉄道のグレンドンアンダーウッドを結んだ。 オルタナティブ・ルートはウォトンでブリル・トラムウェイを橋で跨ぎ、既存のウォトン駅のすぐ南の盛土にもう一つの「ウォトン」駅が建設された。 路線は接続していなかったものの、ブリル・トラムウェイから新しい盛土まで仮設の側線が建設され、新しい路線を敷く間、建設資材の運搬や工事中の土砂の撤去に使用された。 二つのウォトン駅は非常に近く、同じ駅長が両駅を管理していた。

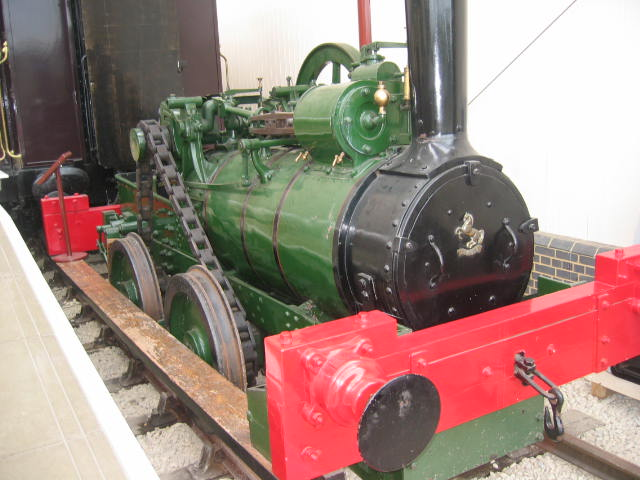
1871年にアヴェリング・アンド・ポーター（Aveling and Porter:英語）が製造したオリジナルの機関車の1つ。運営がメトロポリタン鉄道に引き継がれるまでブリル・トラムウェイで使用されていた。

1872年から1894年まで、この駅には毎日2本の旅客列車が各方向に運行していたが、1895年から1899年にかけてその数は1日3本に増加した。 1899年にサービスがメトロポリタン鉄道に移行された後、駅は1935年の閉鎖まで1日4本の列車が運行された。 質の低い機関車と山の起伏に沿った勾配がきついままの安価な敷設の線路、そしてウッド側線とクエイントンロードの間にある3つの中間駅で貨物、乗客、家畜を拾い降ろしするために停車したため、列車は非常にゆっくりと走行した。1887年には、ウォトンからブリルまでは35分から45分かかり、ウォトンから本線との分岐路線であるクエイントンロードまでは約1時間かかっていた。
オックスフォード＆エールズベリー・トラムロードへの移管時に行われた線路の改善と、メトロポリタン鉄道（MR）のより高品質な車両の使用により、ウォトンからブリルおよびクエイントンロードまでの所要時間がそれぞれ約10分と25分に短縮された。 人口の少ない地域での運行だったため、ウォトン鉄道駅の旅客利用は少なかったものの、ブリル駅とクエイントンロードの分岐路線を除けば、この路線で最も利用された駅だった。 民間運営の最終年であった1932年には、駅は2,648人の旅客が利用し、乗車収入は合計144ポンド（2024年の価値で約10,600ポンド）を記録した。
1933年7月1日、メトロポリタン鉄道は短いウォータールー&シティー線を除いた他のロンドンの地下鉄とともに、新しく設立されたロンドン旅客運輸公社（LPTB）の一部として公有化された。その結果、シティ・オブ・ロンドンから45マイル（72 km）以上離れ、2時間以上の移動が必要な場所にあるにもかかわらず、ウォットンは正式にロンドン地下鉄の駅となった。 ただし、エイルズベリーより北にある他のメトロポリタン線の駅と同様に、ロンドン地下鉄路線図には表示されることはなかった。 1928年からロンドン地下電気鉄道のマネージング・ディレクターを務め、LPTBの最高経営責任者となったフランク・ピックは、ネットワークを貨物サービスから移行させることを目指し、クエイントンロードを経由してブリルおよびヴァーニー・ジャンクションへ向かうエイルズベリー以遠の路線を、経済的に成り立つ旅客路線としての将来性がないと見なした。 そして、ブリル・トラムウェイを廃止することで2,000ポンド（2024年の価値で約150,000ポンド）以上の節約ができると結論付けた。